# Villafranca de la Sierra
Villafranca de la Sierra ist ein zentralspanischer Ort und eine Gemeinde (Municipio) mit 134 Einwohnern (Stand: 2024) in der Provinz Ávila in der Autonomen Region Kastilien-León. Neben dem gleichnamigen Hauptort Villafranca de la Sierra gehört der Weiler La Ribera zur Gemeinde. 

## Lage und Klima
Die Gemeinde Villafranca de la Sierra liegt auf der Nordseite der Sierra de Gredos im Südwesten der Provinz Ávila in einer Höhe von ca. 1105 m. Die Entfernung nach Ávila beträgt knapp 58 km (Fahrtstrecke) in ostnordöstlicher Richtung. Das Klima ist gemäßigt bis warm; der Regen (838 mm/Jahr) fällt mit Ausnahme der trockenen Sommermonate übers Jahr verteilt.

## Bevölkerungsentwicklung
| Jahr      | 1970 | 1981 | 1991 | 2001 | 2011 | 2021 |
| Einwohner | 624  | 318  | 277  | 185  | 153  | 142  |

## Sehenswürdigkeiten

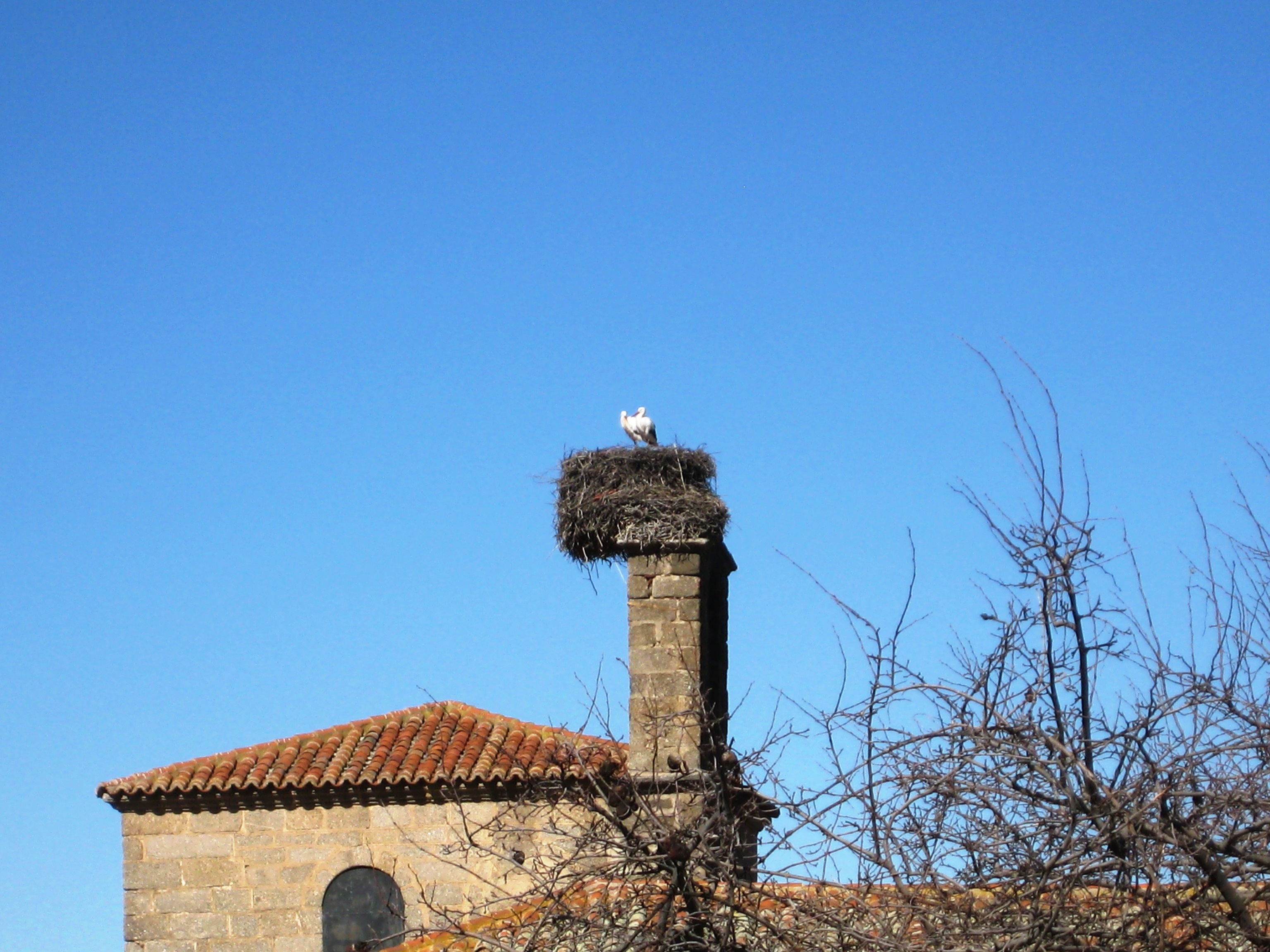
Kirche Mariä Himmelfahrt
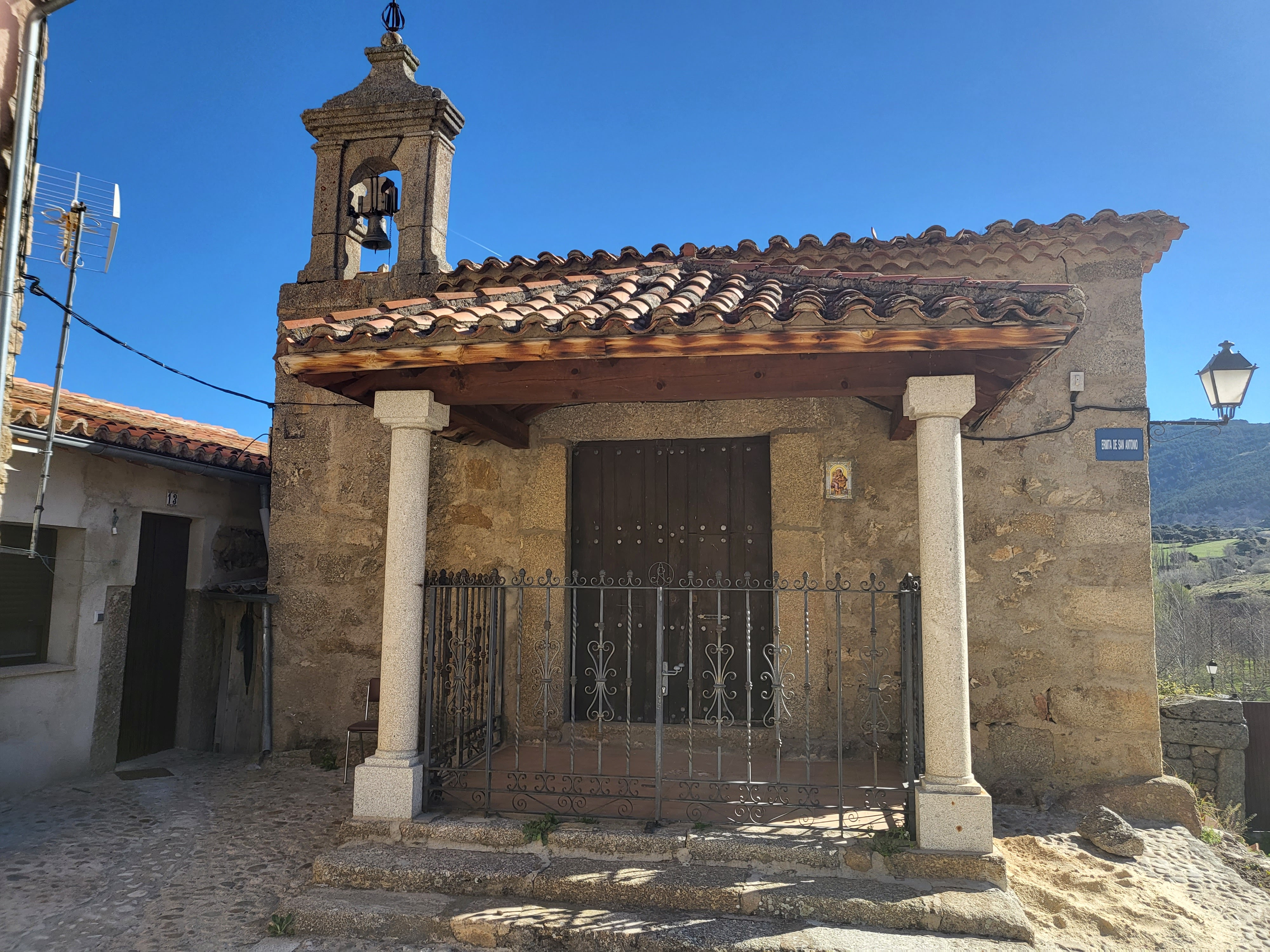
Antoniuskapelle

- Kirche Mariä Himmelfahrt
- Antoniuskapelle